# Любекк, Эльза-Марта
Эльза-Марта Сёрли Любекк (норв. Else-Marthe Sørlie Lybekk; род. 11 сентября 1978 года, Йёвик) — норвежская гандболистка, игравшая на позиции линейной. олимпийская чемпионка 2008 года, чемпионка мира 1999 года, чемпионка Европы 1998, 2004 и 2006 годов в составе сборной Норвегии. Действующий вице-президент Норвежской гандбольной федерации.

## Биография

### Клубная карьера
За свою карьеру выступала в норвежских клубах «Снертингдаль», «Тотен» и «Нордстранд», а также в немецком «Лейпциге». В 2006 году с командой стала чемпионкой Бундеслиги, долгое время была её капитаном. В 2010 году завершила карьеру игрока.

### Карьера в сборной
В сборной сыграла 215 игр и забила 598 голов. Дебютировала 2 ноября 1997 в матче против немецкой сборной. Восходящая звезда Эльза-Марта появилась на чемпионате мира 1999 года, когда благодаря её действиям в обороне норвежки выиграли чемпионат мира. Жёсткая оборонительная игра в финале против Франции, однако, стоила Эльзе-Марте красной карточки и удаления до конца матча (позднее ещё дважды норвежки завоёвывали серебряную медаль при Любекк в составе). В сборной до 2000 года числилась вице-капитаном при капитане Керсти Грини, однако после того, как Грини не попала в заявку на чемпионат Европы 2000, сама стала капитаном в возрасте 22 лет (на том турнире ослабленная уходом лидеров норвежская сборная выступила неудачно).На Олимпиаде в Сиднее завоевала бронзовую награду. До 2003 года была капитаном сборной, уступив эту должность Гро Хаммерсенг.
Всего на чемпионатах Европы Любекк завоевала три золотые и одну серебряную медаль. На чемпионате Европы 2004 года она не сыграла ни одного матча, однако была вызвана в сборную после травмы Изабель Бланко и получила золотую медаль чемпионки Европы. Последний титул со сборной выиграла на Олимпиаде в Пекине после победы над Россией со счётом 34:27. На турнире Эльза-Марта отличилась во всех матчах, ведя борьбу на обеих половинах поля. В финале она сама набрала семь очков и благодаря своей игре попала в символическую сборную. По окончании турнира Любекк ушла из сборной.

### Семья
Эльза-Марта замужем за Пребеном Любекком, датским гандболистом и гандбольным тренером в штабе «Лейпцига». Сестра, Ранхильд Сорли, также гандболистка, известна по выступлениям за тот же «Лейпциг».

## Достижения

### Клубные
- Обладательница Кубка Норвегии 2002
- Обладательница Кубка Германии 2006, 2007, 2008
- Чемпионка Германии 2006

### В сборной
- Чемпионка мира 1999
- Вице-чемпионка мира 2001, 2007
- Чемпионка Европы 1998, 2004, 2006
- Вице-чемпионка Европы 2002
- Олимпийская чемпионка 2000
- Бронзовый призёр Олимпиады 2008